# Jagoba Arrasate
Jagoba Arrasate Elustondo (Berriatúa, Vizcaya, 22 de abril de 1978) es un exfutbolista y entrenador español. Actualmente entrena al R. C. D. Mallorca de LaLiga EA Sports.
Como jugador se desempeñaba como delantero y tuvo una modesta carrera semiprofesional, jugando en equipos de Segunda B y Tercera División. Como entrenador, la Real Sociedad fue el primer equipo profesional del que se hizo cargo.

## Carrera como futbolista
Jagoba Arrasate jugaba como delantero. Se formó en las categorías inferiores de la Real Sociedad de Fútbol, en cuyo equipo juvenil llegó a jugar durante dos temporadas. No llegó a ascender al filial de la Real Sociedad. Fichó en 1997 por la SD Eibar, en cuyo filial jugó durante las 4 temporadas siguientes. Arrasate no dio el salto al primer equipo.
La temporada 2000-01 jugó con el Eibar B en Segunda División B tras lograr el ascenso desde Tercera. En 2001 abandonó el Eibar y fichó por el Lemona de Tercera División. Jugó para otros clubes vascos de Tercera, como el Beasáin o el Elgoibar hasta fichar en 2005 por el Portugalete, equipo recién ascendido a Segunda B. Jagoba finalizaría su carrera como futbolista en 2007 tras militar una última temporada en la SD Amorebieta sin haber cumplido todavía los 30 años de edad.

## Carrera como entrenador
Inicios
Apenas unos meses después de colgar las botas como futbolista debutó como entrenador del equipo de su pueblo, el Berriatuko FT, al que dirigió durante la temporada 2007-08 en categoría Territorial Preferente de Vizcaya.
CD Elgoibar
Las dos temporadas siguientes (2008-10) se hizo cargo de un equipo de más caché, concretamente el Club Deportivo Elgoibar, que militaba en la Tercera División de España. Con el Elgoibar realizó un gran papel, ya que lo clasificó durante dos temporadas consecutivas para jugar la promoción de ascenso a Segunda División B. El Burgos CF en 2009 y el Marino de Luanco en 2010 evitaron el ascenso de los elgoibarreses.
Cantera de la Real Sociedad
El buen papel realizado por un equipo que no era a priori de los potentes de la categoría, llamó la atención del fútbol guipuzcoano sobre este entrenador, que fue fichado por la Real Sociedad de Fútbol como parte de su personal técnico. Durante las dos siguientes campañas (2010-11 y 2011-12) entrenó a los equipos juveniles de la Real, el Easo y el de División de Honor. Finalmente, al inicio de la temporada 2012-13 se incorporó al primer equipo como tercer entrenador del mismo, siendo ayudante de Philippe Montanier.
Asistente en la Real Sociedad
Fue por tanto copartícipe de la gran temporada que llevó a cabo la Real Sociedad en la campaña 2012-13, en la que logró clasificarse para la ronda previa de la Liga de Campeones de la UEFA tras acabar la Liga en cuarto puesto. Tras anunciarse poco antes de finalizar la campaña que Montanier no aceptaría la oferta de renovación de la Real Sociedad y que tanto él como su segundo, Michel Troin, iban a fichar por el Stade Rennais, sonaron numerosos nombres como posibles sustitutos del francés al frente de la Real Sociedad. Entre los nombres barajados figuraba el de Arrasate, poco conocido por la opinión pública, pero bien valorado dentro del club.
Primer entrenador de la Real Sociedad
El 7 de junio de 2013, el presidente de la Real Sociedad Jokin Aperribay confirmó que Arrasate sería el nuevo entrenador del equipo durante la temporada 2013-14, tras descartarse el fichaje del 'Tata' Martino, primera opción barajada por el club. El conjunto donostiarra superó con claridad la ronda previa de la Liga de Campeones, accediendo a la máxima competición europea tras eliminar por un global de 4-0 al Olympique de Lyon. La Real Sociedad fue eliminada de la competición en la fase de grupos con un punto en 6 partidos. En la Liga, se recuperó de un mal comienzo y se situó en 5.º puesto tras derrotar al Athletic Club en la 18.ª jornada. En la Copa del Rey, la Real Sociedad llegó a las semifinales 26 años después, siendo eliminado por el FC Barcelona. En abril de 2014, la Real Sociedad anunció la renovación de Arrasate hasta 2016. Finalmente, el equipo txuri urdin se clasificó para la Europa League al terminar como 7.º clasificado en la Liga.
La temporada 2014-15 comenzó con una decepción para la Real Sociedad de Arrasate, que fue eliminada en la ronda previa de la Europa League. En la Liga, los resultados fueron también negativos. Finalmente, fue destituido el 2 de noviembre de 2014, después de obtener 6 puntos en los primeros 10 partidos de la competición, dejando al elenco vasco en puestos de descenso.
CD Numancia
El 12 de junio de 2015, firmó como nuevo técnico del CD Numancia. Llevó al conjunto soriano a la 10.ª posición en la temporada 2015-16 y fue renovado por un año más. En su segundo curso obtuvo de nuevo la permanencia (17.ª posición, 50 puntos), siendo confirmado para el año siguiente. Su tercera temporada en el banquillo de Los Pajaritos fue la más exitosa de todas, alcanzando la final de la promoción de ascenso, donde fue derrotado por el Real Valladolid. El 18 de junio de 2018, anunció que no iba a continuar en la entidad.
CA Osasuna
El 20 de junio de 2018, fue confirmado como nuevo entrenador de CA Osasuna. A pesar de un mal arranque de temporada, el equipo rojillo fue de menos a más y se situó en las primeras posiciones al inicio de la segunda vuelta de la Liga. El 5 de marzo de 2019, el club navarro hizo oficial su renovación por una temporada más. El 20 de mayo de 2019, el conjunto pamplonés logró el ascenso a Primera División. El 19 de noviembre de 2019, tras situar a Osasuna en 10.º puesto después de 13 jornadas de Liga, renovó su contrato con el club hasta 2022. El conjunto navarro obtuvo la permanencia en la élite aquella temporada y la siguiente, y el 7 de marzo de 2022, se hizo oficial la renovación de su contrato hasta el 30 de junio de 2024.
En la temporada 2022/2023, consiguió llevar a Osasuna a la final de Copa del Rey después de 18 años. Pese a ofrecer una digna imagen, Osasuna perdió por 2 goles a 1 ante el Real Madrid. Además, el equipo terminó la Liga en la 7ª posición y se clasificó para disputar la UEFA Conference League, lo que supuso el regreso de los rojillos a las competiciones europeas 16 años después. El 26 de marzo de 2024, Arrasate anunció su decisión de no continuar en el banquillo a final de temporada, dejando el club como el tercer entrenador con más partidos dirigidos en la centenaria historia del club y siendo uno de los mejores técnicos de su historia. Todo ello tras ascender al club navarro a Primera División en su primera temporada, salvarlo holgadamente cinco campañas consecutivas y también clasificando al club para una final de Copa, 18 años después y a competición europea.
RCD Mallorca
El 10 de junio de 2024, firmó un contrato de 3 temporadas como nuevo técnico del RCD Mallorca.

## Clubes

### Como jugador
| Club             | País   | Año       |
| ---------------- | ------ | --------- |
| S.D. Eibar "B"   | España | 1997-2001 |
| S.D. Lemona      | España | 2001-2002 |
| S.D. Beasáin     | España | 2002-2003 |
| C.D. Elgoibar    | España | 2003-2005 |
| Club Portugalete | España | 2005-2006 |

### Como entrenador

##### Clubes
| Equipo                 | Div.         | Temporada    | Liga  | Liga | Liga | Liga | Liga |       | Copa | Copa | Copa | Copa  |   | Internacional | Internacional | Internacional | Internacional | Internacional |   | Otros | Otros | Otros | Otros |     | Totales     | Totales | Totales | Totales | Totales | Totales | Totales | Totales |
| Equipo                 | Div.         | Temporada    | Part. | G    | E    | P    | Pos. | Part. | G    | E    | P    | Part. | G | E             | P             | Pos.          | Part.         | G             | E | P     | Part. | G     | E     | P   | Rendimiento | GF      | GC      | Dif.    |         |         |         |         |
| ---------------------- | ------------ | ------------ | ----- | ---- | ---- | ---- | ---- | ----- | ---- | ---- | ---- | ----- | - | ------------- | ------------- | ------------- | ------------- | ------------- | - | ----- | ----- | ----- | ----- | --- | ----------- | ------- | ------- | ------- | ------- | ------- | ------- | ------- |
| Berriatuko · España    | 7.ª          | 2007-08      | 34    | 11   | 8    | 15   | 10.º | -     | -    | -    | -    | -     | - | -             | -             | -             | -             | -             | - | -     | 34    | 11    | 8     | 15  | 40.19%      | 39      | 55      | -16     |         |         |         |         |
| Berriatuko · España    | Total        | Total        | 34    | 11   | 8    | 15   | -    | -     | -    | -    | -    | -     | - | -             | -             | -             | -             | -             | - | -     | 34    | 11    | 8     | 15  | 40.19%      | 39      | 55      | -16     |         |         |         |         |
| Elgoibar · España      | 4.ª          | 2008-09      | 38    | 19   | 13   | 6    | 3.º  | -     | -    | -    | -    | -     | - | -             | -             | -             | 2             | 1             | 0 | 1     | 40    | 20    | 13    | 7   | 58.84%      | 55      | 34      | +21     |         |         |         |         |
| Elgoibar · España      | 4.ª          | 2009-10      | 38    | 19   | 8    | 11   | 4.º  | -     | -    | -    | -    | -     | - | -             | -             | -             | 2             | 0             | 0 | 2     | 40    | 19    | 8     | 13  | 54.17%      | 40      | 32      | +8      |         |         |         |         |
| Elgoibar · España      | Total        | Total        | 76    | 38   | 21   | 17   | -    | -     | -    | -    | -    | -     | - | -             | -             | -             | 4             | 1             | 0 | 3     | 80    | 39    | 21    | 20  | 57.5%       | 95      | 66      | +29     |         |         |         |         |
| Real Sociedad · España | 1.ª          | 2013-14      | 38    | 16   | 11   | 11   | 7.º  | 8     | 4    | 3    | 1    | 8     | 2 | 1             | 5             | FG            | -             | -             | - | -     | 54    | 22    | 15    | 17  | 50%         | 80      | 70      | +10     |         |         |         |         |
| Real Sociedad · España | 1.ª          | 2014-15      | 10    | 1    | 3    | 6    | Inc. | -     | -    | -    | -    | 4     | 3 | 0             | 1             | 4ªR           | -             | -             | - | -     | 14    | 4     | 3     | 7   | 35.71%      | 16      | 20      | -4      |         |         |         |         |
| Real Sociedad · España | Total        | Total        | 48    | 17   | 14   | 17   | -    | 8     | 4    | 3    | 1    | 12    | 5 | 1             | 6             | -             | -             | -             | - | -     | 68    | 26    | 18    | 24  | 47.06%      | 96      | 90      | +6      |         |         |         |         |
| Numancia · España      | 2.ª          | 2015-16      | 42    | 13   | 18   | 11   | 10.º | 1     | 0    | 0    | 1    | -     | - | -             | -             | -             | -             | -             | - | -     | 43    | 13    | 18    | 12  | 44.18%      | 57      | 52      | +5      |         |         |         |         |
| Numancia · España      | 2.ª          | 2016-17      | 42    | 11   | 17   | 14   | 17.º | 1     | 0    | 0    | 1    | -     | - | -             | -             | -             | -             | -             | - | -     | 43    | 11    | 17    | 15  | 38.76%      | 40      | 50      | -10     |         |         |         |         |
| Numancia · España      | 2.ª          | 2017-18      | 42    | 18   | 11   | 13   | 6.º  | 6     | 2    | 3    | 1    | -     | - | -             | -             | -             | 4             | 1             | 2 | 1     | 52    | 21    | 16    | 15  | 50.64%      | 63      | 55      | +8      |         |         |         |         |
| Numancia · España      | Total        | Total        | 126   | 42   | 46   | 38   | -    | 8     | 2    | 3    | 3    | -     | - | -             | -             | -             | 4             | 1             | 2 | 1     | 138   | 45    | 51    | 42  | 44.93%      | 160     | 157     | +3      |         |         |         |         |
| Osasuna · España       | 2.ª          | 2018-19      | 42    | 26   | 9    | 7    | 1.º  | 1     | 0    | 0    | 1    | -     | - | -             | -             | -             | -             | -             | - | -     | 43    | 26    | 9     | 8   | 67.45%      | 60      | 37      | +23     |         |         |         |         |
| Osasuna · España       | 1.ª          | 2019-20      | 38    | 13   | 13   | 12   | 10.º | 4     | 3    | 0    | 1    | -     | - | -             | -             | -             | -             | -             | - | -     | 42    | 16    | 13    | 13  | 48.42%      | 55      | 60      | -5      |         |         |         |         |
| Osasuna · España       | 1.ª          | 2020-21      | 38    | 11   | 11   | 16   | 11.º | 4     | 3    | 1    | 0    | -     | - | -             | -             | -             | -             | -             | - | -     | 42    | 14    | 12    | 16  | 42.85%      | 48      | 48      | +0      |         |         |         |         |
| Osasuna · España       | 1.ª          | 2021-22      | 38    | 12   | 11   | 15   | 10.º | 3     | 2    | 0    | 1    | -     | - | -             | -             | -             | -             | -             | - | -     | 41    | 14    | 11    | 16  | 43.09%      | 43      | 53      | -10     |         |         |         |         |
| Osasuna · España       | 1.ª          | 2022-23      | 38    | 15   | 8    | 15   | 7.º  | 8     | 5    | 2    | 1    | -     | - | -             | -             | -             | -             | -             | - | -     | 46    | 20    | 10    | 16  | 50.73%      | 53      | 51      | +2      |         |         |         |         |
| Osasuna · España       | 1.ª          | 2023-24      | 38    | 12   | 9    | 17   | 11.º | 2     | 1    | 0    | 1    | 2     | 0 | 1             | 1             | 4ªR           | 1             | 0             | 0 | 1     | 43    | 13    | 10    | 20  | 37.98%      | 49      | 64      | -15     |         |         |         |         |
| Osasuna · España       | Total        | Total        | 232   | 89   | 61   | 82   | -    | 22    | 14   | 3    | 5    | 2     | 0 | 1             | 1             | -             | 1             | 0             | 0 | 1     | 257   | 103   | 65    | 89  | 48.51%      | 308     | 313     | -5      |         |         |         |         |
| Mallorca · España      | 1.ª          | 2024-25      | 38    | 13   | 9    | 16   | 10.º | 1     | 0    | 0    | 1    | -     | - | -             | -             | -             | 1             | 0             | 0 | 1     | 40    | 13    | 9     | 18  | 40%         | 35      | 50      | -15     |         |         |         |         |
| Mallorca · España      | 1.ª          | 2025-26      | 1     | 0    | 0    | 1    | -    | 0     | 0    | 0    | 0    | -     | - | -             | -             | -             | -             | -             | - | -     | 1     | 0     | 0     | 1   | 0%          | 0       | 3       | -3      |         |         |         |         |
| Mallorca · España      | Total        | Total        | 39    | 13   | 9    | 17   | -    | 1     | 0    | 0    | 1    | -     | - | -             | -             | -             | 1             | 0             | 0 | 1     | 41    | 13    | 9     | 19  | 39.03%      | 35      | 53      | -18     |         |         |         |         |
| Total clubes           | Total clubes | Total clubes | 555   | 210  | 159  | 186  | -    | 39    | 20   | 9    | 10   | 14    | 5 | 2             | 7             | -             | 10            | 2             | 2 | 6     | 618   | 237   | 172   | 209 | 47.63%      | 734     | 735     | -1      |         |         |         |         |
| 1. 2. 3.               |              |              |       |      |      |      |      |       |      |      |      |       |   |               |               |               |               |               |   |       |       |       |       |     |             |         |         |         |         |         |         |         |

##### Selección
| Euskadi             | 2023-24             | -   | -   | -   | -   | - | -  | -  | - | -  | -  | - | - | - | - | 1  | 0 | 1 | 0 | 1   | 0   | 1   | 0   | 33.33% | 1   | 1   | +0 |
| Total selección     | Total selección     | -   | -   | -   | -   | - | -  | -  | - | -  | -  | - | - | - | - | 1  | 0 | 1 | 0 | 1   | 0   | 1   | 0   | 33.33% | 1   | 1   | +0 |
| Total en su carrera | Total en su carrera | 555 | 210 | 159 | 186 | - | 39 | 20 | 9 | 10 | 14 | 5 | 2 | 7 | - | 11 | 2 | 3 | 6 | 619 | 237 | 173 | 209 | 47.61% | 735 | 736 | -1 |

#### Resumen por competiciones
| Competición                        | Partidos | Ganados | Empatados | Perdidos | %      | Resultado      |
| Clubes                             | Clubes   | Clubes  | Clubes    | Clubes   | Clubes | Clubes         |
| ---------------------------------- | -------- | ------- | --------- | -------- | ------ | -------------- |
| Territorial Preferente de Vizcaya  | 34       | 11      | 8         | 15       | 40.19% | 10.º lugar     |
| Tercera División de España         | 80       | 39      | 21        | 20       | 57.5%  | 3.er lugar     |
| Segunda División de España         | 172      | 69      | 57        | 46       | 51.17% | Campeón        |
| LaLiga                             | 277      | 93      | 75        | 109      | 42.6%  | 7.º lugar      |
| Copa del Rey                       | 39       | 20      | 9         | 10       | 58.97% | Subcampeón     |
| Supercopa de España                | 2        | 0       | 0         | 2        | 0%     | Semifinales    |
| Liga de Campeones de la UEFA       | 8        | 2       | 1         | 5        | 29.17% | Fase de grupos |
| Liga Europea de la UEFA            | 4        | 3       | 0         | 1        | 75%    | Cuarta ronda   |
| Liga Europa Conferencia de la UEFA | 2        | 0       | 1         | 1        | 16.67% | Cuarta ronda   |
| Total clubes                       | 618      | 237     | 172       | 209      | 47.63% | 1 Título       |
| Selección                          |          |         |           |          |        |                |
| Amistosos                          | 1        | 0       | 1         | 0        | 33.33% | +0 PG          |
| Total selección                    | 1        | 0       | 1         | 0        | 33.33% | Sin Títulos    |
| Total en su carrera                | 619      | 237     | 173       | 209      | 47.61% | 1 Título       |

## Palmarés

### Como entrenador

#### Campeonatos nacionales
| Título                     | Club    | País   | Año  |
| -------------------------- | ------- | ------ | ---- |
| Segunda División de España | Osasuna | España | 2019 |